# Keitai
Cesarz Keitai (jap. 継体天皇 Keitai tennō) — 26. cesarz Japonii według tradycyjnego porządku dziedziczenia.
Keitai panował w latach 507–531.
Mauzoleum cesarza Keitai znajduje się w Ibaraki w prefekturze Osaka. Nazywa się ono Mishima no Aino no misasagi.